# Древелов
Древелов (нем. Drewelow) — деревня в Германии, в земле Мекленбург-Передняя Померания, входит в район Передняя Померания-Грайфсвальд в составе коммуны Шпантеков.
Население составляет 179 человек (на 31 декабря 2007 года). Занимает площадь 7,45 км².

## История
Первое упоминание о поселении относится к 1449 году.
До июня 2009 года Древелов образовывал собственную коммуну.
7 июня 2009 года, после проведённых реформ, коммуны Древелов и Япенцин были включены в состав коммуны Шпантеков.

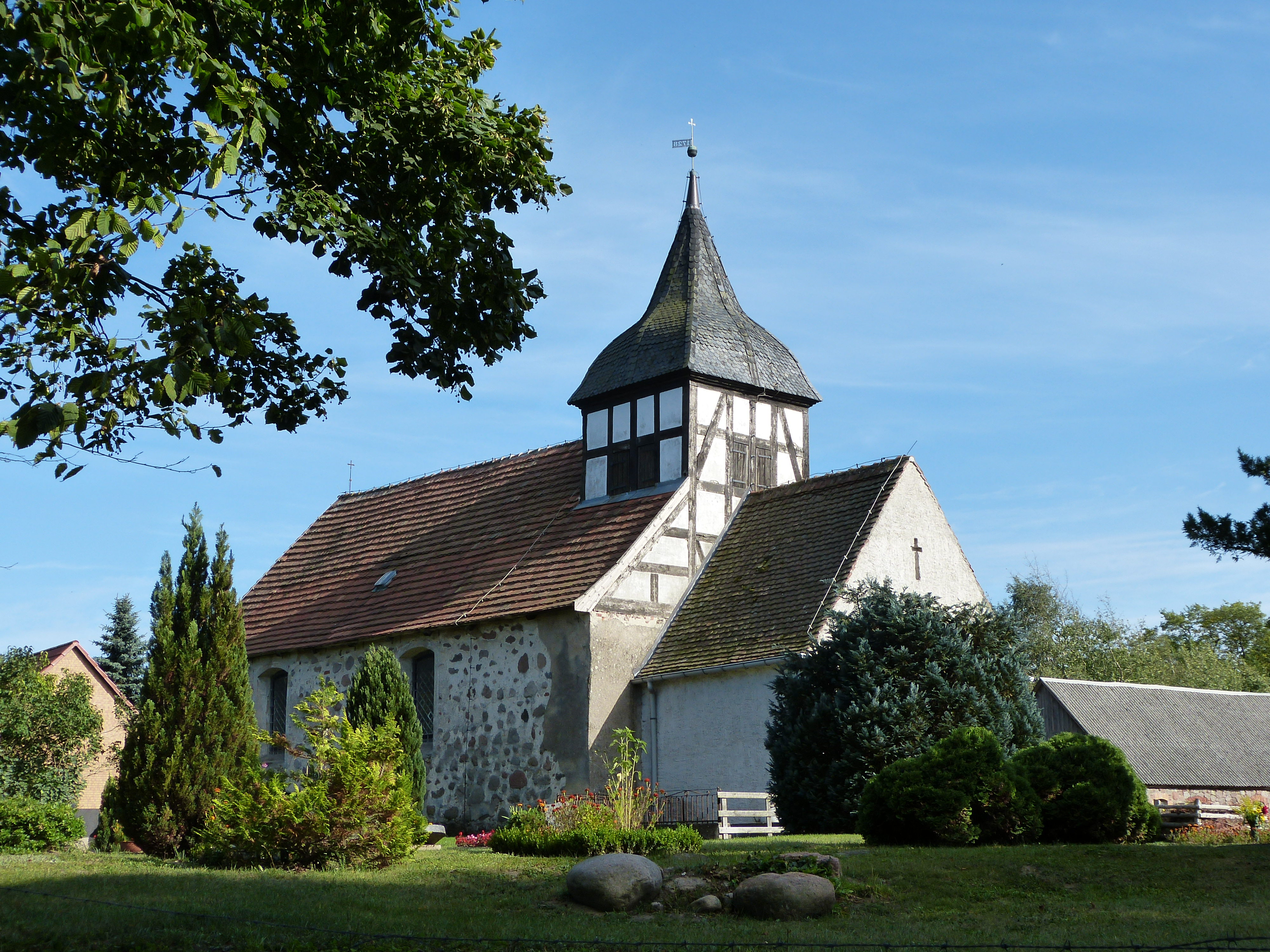
Церковь в Древелове